# Opętana
Opętana (ang. Possessed) – amerykański film z 1947 roku w reżyserii Curtisa Bernhardta.

## Obsada
- Joan Crawford jako Louise Howell
- Van Heflin jako David Sutton
- Raymond Massey jako Dean Graham
- Geraldine Brooks jako Carol Graham
- Stanley Ridges jako doktor Willard
- John Ridgely jako główny śledczy
- Moroni Olsen jako doktor Ames
- Erskine Sanford jako doktor Sherman
- Peter Miles jako Wynn Graham
- Jakob Gimpel jako pianista
- Isabel Withers jako siostra Rosen
- Lisa Golm jako Elsie
- Douglas Kennedy jako asystent prokuratora okręgowego
- Monte Blue jako Norris
- Don McGuire jako doktor Craig

## Nagrody i nominacje
| Nazwa nagrody | Wygrane            | Nominacje                                            |
| ------------- | ------------------ | ---------------------------------------------------- |
| Złota Palma   | 1948 bez rezultatu | 1948 Udział w konkursie głównym Curtis Bernhardt     |
| Oscar         | 1948 bez rezultatu | 1948 Najlepsza aktorka pierwszoplanowa Joan Crawford |